# Federazione calcistica di Haiti
La Federazione calcistica di Haiti, ufficialmente Fédération Haïtienne de Football, fondata nel 1904, è il massimo organo amministrativo del calcio ad Haiti. Affiliata alla FIFA dal 1934 e alla CONCACAF dal 1961, essa è responsabile della gestione del campionato di calcio e della nazionale di calcio dell'isola.